# Viva Maria

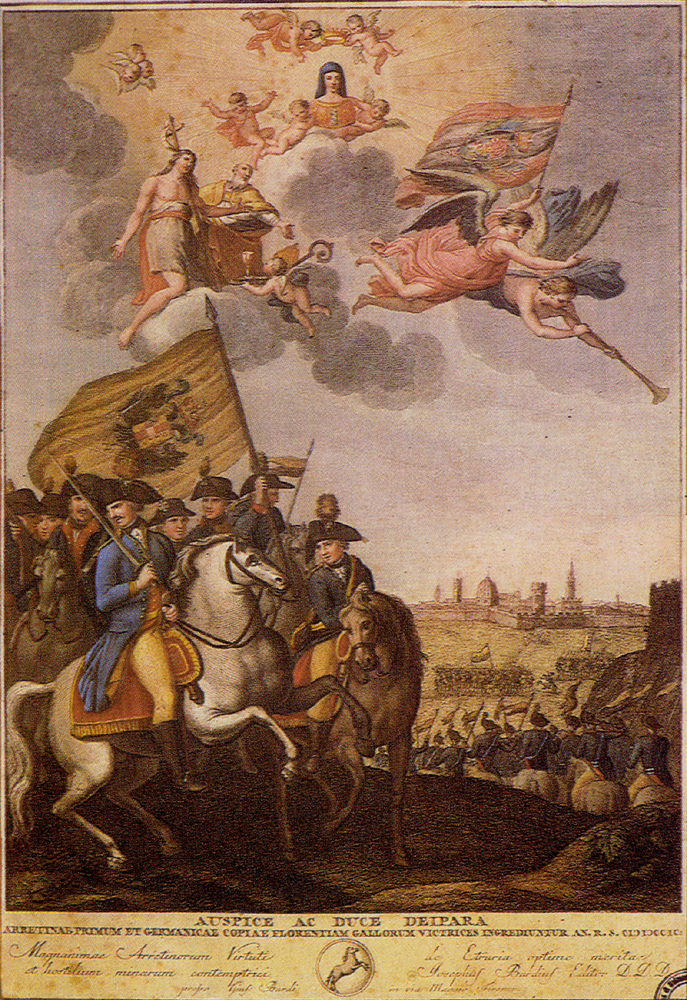
Le truppe dell' alle porte di Firenze.

Quella del «Viva Maria» fu una delle insorgenze antinapoleoniche scoppiate in Italia fra il 1797 e il 1800. Ebbe come suo teatro principale dapprima la città di Genova, poi nel 1799 la città di Arezzo e la Toscana, ma si diffuse anche nei territori limitrofi dello Stato Pontificio.

## Invasione dell'Italia
Nel 1796 l'esercito francese intraprese una campagna militare per la conquista dell'Italia, inizialmente intesa come diversivo per impedire una concentrazione di forze nemiche tedesche lungo il Reno. I reparti e i comandanti francesi ritenuti più esperti si dedicarono, dunque, al fronte Nord mentre in Italia venne inviato a dirigere le operazioni un giovane generale di 27 anni, Napoleone Bonaparte. 
Il fronte si fermò lungo la valle del fiume Roja. Per superare lo stallo, l'Armata d'Italia di Napoleone concentrò le proprie forze nella Riviera ligure di Ponente. La variante strategica fu decisiva: con i soldati francesi sul suolo ligure e, alla notizia della caduta dell'omologa repubblica veneziana (12 maggio 1797), la situazione precipitò. 

## L'insorgenza popolare a Genova
Il segnale d'inizio del piano d'invasione volto a rovesciare il Doge fu, la mattina del 22 maggio 1797, la fanfara del reggimento dei Cadetti. Mentre questo reparto d'élite si avviava a rilevare la guardia a Ponte Reale (la stazione marittima d'allora) a un cenno del comandante Falco, trombe e tamburi intonarono le note di Ah! ça ira, inno rivoluzionario francese proibito a Genova per i suoi accesi significati antiaristocratici. A quelle note sbucarono, dalle strade circostanti, squadre di giacobini armati che subito si unirono ai cadetti nell'occupazione del varco portuale e quindi si sparsero per la città. Mentre i nobili si rifugiavano nei loro palazzi e le botteghe chiudevano i battenti, gli invasori presidiarono le Porte delle Mura, saccheggiarono i depositi di armi, liberarono i detenuti della Malapaga e i galeotti. Un comitato filo-francese si insediò nella Loggia di Banchi: ne facevano parte Felice Morando, Filippo Doria, l'abate Cuneo, Valentino Lodi, Andrea Vitaliani e il monaco Alessandro Ricolfi, detto Bernardone. Furono subito avviati contatti con il governo, cui i giacobini chiesero le dimissioni immediate. 
Il doge Giacomo Maria Brignole e i pochi senatori che erano riusciti ad arrivare a Palazzo Ducale stavano per accettare quando, spinti da qualche patrizio, da Portoria, il quartiere dell'eroe Balilla, mosse una folla di popolani che gridando «viva il nostro Principe», «Viva Maria» penetrò nella pubblica armeria asportandone 14 000 fucili. Questi uomini cominciarono a dare la caccia ai giacobini e ai francesi: le strade della città divennero in breve tempo un campo di battaglia. Due giorni durarono gli scontri con morti e feriti. Lo stesso Filippo Doria cadde colpito a morte sugli scalini di Ponte Reale. Le celle di Palazzo Ducale si riempirono di facinorosi arrestati dai «Viva Maria» e, non bastando queste, fu adattata a prigione anche la vicina chiesa di Sant'Ambrogio. 
Le schiere popolari dei «Viva Maria» capeggiate da Nicolò Pinelli Cattaneo erano sostenute da aristocratici. Alcuni di essi, Gian Carlo Brignole, Girolamo Serra e Gian Luca e Giuseppe Durazzo, assunsero il ruolo di mediatori, riuscendo a far mettere in salvo l'ambasciatore francese Faipoult sorpreso da un assalto di popolani.
L'intervento del popolo in difesa del "vecchio principe", se aveva dato al governo un buon motivo per rifiutare di dimettersi, con le sue violenze, specie nei confronti dei cittadini francesi, diede anche al generale Faipoult l'occasione per ricorrere a Bonaparte. Questi inviò a Genova l'aiutante di campo La Vallette con una lettera per il ministro e una per il Doge, durissime entrambe. Nella prima il generale accusava Faipoult di aver impedito l'ingresso delle navi francesi nel porto e di aver agito con eccessiva debolezza. Lo invitava quindi a lasciare la città nel caso che il governo genovese non avesse ottemperato a quanto richiesto nella lettera al Doge. In quest'ultima Bonaparte chiedeva che fossero messi in libertà tutti i francesi detenuti, che fossero arrestati i nobili che avevano sobillato i "viva Maria" e disarmato il popolo. «Se entro 24 ore dopo ricevuta la presente lettera non avrete ottemperato a quanto richiesto - intimava il generale - il ministro della Repubblica Francese sortirà da Genova e l'aristocrazia avrà esistito». I Magnifici compresero che non restava loro altra scelta che accettare il diktat di Bonaparte. Si affrettarono i tempi. Partì per Milano Faipoult, partì una delegazione genovese composta dall'ex doge Michelangelo Cambiaso, dal giurista Luigi Carbonara e da Girolamo Serra per concordare con Bonaparte, in quei giorni nella villa di Mombello, il cambio di governo.
Ai primi di settembre scoppiò una nuova sommossa popolare lealista.

## Invasione del Granducato di Toscana
Nel 1799 l'esercito francese aveva occupato tutti gli stati italiani, escluso il Granducato di Toscana che aveva dichiarato la sua neutralità e aveva anche cercato di comprarsi l'immunità pagando, in più riprese, la somma di due milioni di lire: uno degli scopi della campagna d'Italia era quello di procurarsi fondi come aveva espressamente ordinato il Direttorio.
Il 23 marzo 1799 il Granducato pagò l'ultima rata della somma pattuita per la sua immunità. Il giorno successivo i francesi aprirono le ostilità e iniziarono l'invasione. Il granduca Ferdinando III di Toscana si rifugiò a Vienna. Sabato 6 aprile 1799 i francesi, comandati dal capitano Lavergne entrarono nella città di Arezzo, che in quell'epoca contava circa 8.000 abitanti. Il giorno dopo, domenica, fu eretto nella Piazza Grande l'albero della libertà (simbolo della rivoluzione francese composto da un alto palo di legno sormontato da un berretto frigio).

## Inizio dell'insurrezione
Ad aprile erano già insorti i paesi di Terranuova Bracciolini, Loro, San Giovanni Valdarno, Montevarchi, Figline Valdarno, Dicomano, Bibbiena e tutta la zona di Valdarno, il Casentino e quindi Borgo San Lorenzo; poi la Val di Nievole, la Val di Chiana, Volterra, Signa, la Versilia, le campagne di Lucca, ed altri. All'inizio di maggio era invece avvenuta un'insurrezione popolare a Viareggio, durata tre giorni. 

## Liberazione di Arezzo
Negli stessi giorni, si diffusero ad Arezzo voci incontrollate che davano per imminente l'arrivo di un esercito liberatore Austriaco o Russo. La notte fra il 5 e il 6 maggio 1799 si mobilitarono le campagne circostanti Arezzo al grido di “Viva Maria”. La mattina del 6 maggio insorse la città: l'albero della libertà fu dato alle fiamme. La guarnigione francese era poco numerosa e fu messa rapidamente in fuga. Anche le quattro vallate della provincia si liberarono dai francesi. In città si formarono due deputazioni, una militare e l'altra civile. Quest'ultima fu denominata “Deputazione Suprema” e fu composta da Tommaso Guazzasi, da don Benedetto Mancinotti, da Luigi Lorenzo Romanelli, da Francesco Fabbroni, da Niccolò Brillandi e da Carlo Albergotti. Il comando militare aretino fu affidato a Angelo Guillichini, Giovan Battista Albergotti, Giovanni Brozzi, i quali riunirono un primo nucleo di un esercito. Fu dichiarata la fedeltà al legittimo regnante, il Granduca Ferdinando III.

## Possibili cause dell'insurrezione

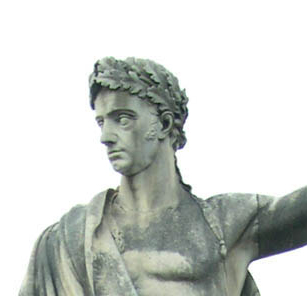
Statua di Ferdinando III di Toscana, il granduca a cui erano fedeli i toscani.

### Cause religiose e culturali
L'ultima fase della Rivoluzione francese aveva esaltato un ideale giacobino che i francesi portavano con sé in Italia e trovava diversi tipi di accoglienza, dall'entusiasmo alla freddezza alla contrarietà. Non giovava certo alla pacificazione degli animi il feroce atteggiamento anti-cattolico dell'esercito francese: si pensi a Papa Pio VI prigioniero in Francia. Inoltre, nel 1796  era cominciata ad Arezzo una particolare devozione ad un'immagine di terracotta invetriata della Madonna (la già citata Madonna del Conforto) alla quale i credenti attribuivano un miracolo avvenuto il 15 febbraio di quell'anno: si trattava di un cambiamento di colore o, comunque, di un sensibile splendore che aveva rassicurato gli aretini atterriti da alcune scosse di terremoto avvertite più volte in città.
A questa immagine si tributavano preghiere, processioni e altre funzioni religiose. La devozione continuò ininterrotta anche successivamente all'occupazione francese, esacerbando la consapevolezza della distanza fra le rispettive sensibilità. Si determinò infatti un rifiuto di quelle idee rivoluzionario-illuministiche che erano il substrato ideologico della Campagna napoleonica, sentito da molti come sovvertitore di un ordine sociale che affondava le proprie radici nell'Ancien Régime. L'occupazione napoleonica costituì una rottura storica: un popolo, quello francese, cercava di imporre con la forza militare gli ideali illuministico-democratici ad un'altra popolazione di cui una parte rilevante era ancorata alla tradizione cattolico-legittimista.

### Cause economiche
L'occupazione francese aveva fra i suoi scopi quello di procurarsi fondi per la madrepatria in guerra e quindi, per essere più efficace in questa attività, doveva anche autofinanziarsi, procurarsi vettovaglie e munizioni. Le popolazioni, soprattutto nelle campagne, erano senza dubbio vessate.
Era uso comune dell'armata Francese esigere il pagamento di una sorta di riscatto alle città occupate al fine di scongiurarne il saccheggio da parte delle proprie truppe (che sovente però veniva ugualmente perpetrato).

### Cause politiche
Il Granducato di Toscana era fra gli stati più civili d'Europa: il codice leopoldino a quell'epoca aveva già abolito la pena di morte. Inoltre i granduchi Pietro Leopoldo, prima, e Ferdinando III, poi, avevano condotto una politica che favoriva un razionale sfruttamento della campagna che aveva apportato notevoli benefici, soprattutto ad Arezzo: opere pubbliche di bonifica (si pensi alla Val di Chiana), razionalizzazione dell'agricoltura: si pensi alla costruzione delle “leopoldine”, le tipiche case coloniche toscane. Esisteva dunque un ideale di fedeltà al legittimo regnante non soltanto di facciata ma radicato nella popolazione.

### Altre concause
Alcuni hanno trovato sospetto il fatto che un'insorgenza popolare preparata in così poco tempo come quella aretina fosse così ben organizzata e hanno ipotizzato che strutture rivoluzionare esistessero fin dal 1795. In quell'anno vi fu infatti una crisi economica che provocò l'innalzamento del prezzo del grano e, quindi, malcontento popolare. La protesta, che anche allora era avvenuta ad Arezzo, era anche dovuta ad alcuni aspetti della riforma leopoldina, giudicata economicamente troppo liberista e ideologicamente troppo giansenista. Ferdinando, successore di Pietro Leopoldo, aveva apportato modifiche migliorative alla riforma, il prezzo del grano era calato, e la protesta era rientrata. Tuttavia le strutture logistiche o anche, semplicemente, la rete di rapporti personali potrebbero essere state sfruttate come base per la conduzione della successiva insorgenza. Inoltre è stato ipotizzato il sostegno occulto delle potenze europee anti francesi. Sicuramente Austria e Inghilterra sostennero l'insurrezione ma non è provato che siano state le artefici del suo scatenarsi.

## La prima reazione francese
L'esercito francese, in ritirata verso la Pianura Padana, non poté intervenire direttamente, ma da Firenze fu dato ordine alla Legione polacca, in quel momento attestata a Perugia, di riportare all'obbedienza Cortona ed Arezzo.  La Legione Polacca, forte di 4.000 fanti e 400 cavalieri, era comandata dal generale polacco Jan Henryk Dąbrowski, eroe nazionale della Polonia. I polacchi si erano alleati ai francesi perché speravano di poter riottenere la loro patria, che era stata spartita tra Russia, Prussia e Austria. Questa colonna procedette da sud verso Arezzo. La prima città insorta che si trovò ad affrontare fu Cortona che oppose una fiera resistenza. Dabrowski, considerato che era sprovvisto di artiglieria, decise di proseguire verso Arezzo. Gli aretini avevano organizzato la difesa schierando a poche miglia dalla città centinaia di popolani armati. Tutta la strada che dalla località Vitiano conduce alla località Olmo era stata fiancheggiata da cecchini che colpirono in continuazione la colonna polacca. Il 14 maggio 1799 in località Il Ghetto, fra Vitiano e Rigutino (una località a circa 12 chilometri a sud di Arezzo), infuriarono i combattimenti che portarono all'uccisione del vice di Dabrowski, il colonnello Jozéf Chamand, ed alla successiva rappresaglia polacca che vide massacrare 14 civili fra i 70 ed i 90 anni. Si tratta di quella che è ricordata come la battaglia di Rigutino, che terminò con il ripiegamento dei polacchi verso San Giuliano e quindi verso i territori ancora occupati dai francesi, evitando Arezzo.
Gli aretini, vedendo quella che a loro sembrò una fuga di più di 4.000 veterani, incominciarono a credere di essere invincibili perché protetti dalla loro Patrona, la Madonna del Conforto. Da quel momento presero coraggio ed iniziarono a liberare tutti i paesi e le città vicine, spingendosi successivamente in direzione delle Marche, dell'Umbria e del Lazio, conseguendo numerosi successi: il 13 luglio cadde la fortezza di San Leo; il 3 agosto capitolò Perugia.

## Liberazione della Toscana
La notizia della vittoria sui polacchi si diffuse in tutta la Toscana. Un gran numero di volontari si arruolò nell'esercito aretino che arrivò a contare 50.000 effettivi. Questo esercito, che prese il nome di Armata Aretina, cominciò ad attaccare i francesi presenti nel territorio del Granducato. Ebbe generalmente il sostegno popolare, ed anche in località come Foiano, dove l'ideale giacobino era più radicato, il popolo si schierò in massa con i Viva Maria. Arezzo divenne temporaneamente capitale di un piccolo stato. Per finanziarsi impose una sua fiscalità, s'impossessò del materiale dell'esercito francese, ebbe sicuramente sostegni economici dagli inglesi. Inglese fu anche uno dei capi dell'Armata Aretina che si inserì in questa fase: Lord William Frederic Wyndham, allievo di Nelson. Anche gli austriaci e i russi parteciparono in questo frangente: inviarono a comandare l'esercito Karl Schneider von Arno. L'esercito cambiò nome: diviene Austro-Aretino e poi Austro-Russo-Aretino. Una figura carismatica sorse nel Valdarno: Sandrina, la cosiddetta "Pulzella del Valdarno". Si trattava di Alessandra Cini nei Mari, montevarchina, che prese l'incarico di Aiutante Maggiore della Divisione del Valdarno. Il marito Lorenzo Mari divenne consigliere militare della Suprema Deputazione.
Vi furono gravi episodi di antisemitismo in questa fase: a Monte San Savino gli ebrei furono maltrattati e più volte perquisiti dagli abitanti - specialmente da quelli provenienti dal contado. La Deputazione locale s'impegnò per difenderli, ma incontrò la disapprovazione generale. Per sottrarli a ritorsioni a ben più violente, il governo cittadino deciser di esiliarli. L'episodio più grave avvenne a Siena. Nel corso dell'ingresso degli insorgenti in città per scacciare i francesi, la folla senese entrò nel ghetto e lo saccheggiò. Tredici ebrei furono uccisi brutalmente. Tre dei tredici cadaveri furono poi bruciati nel Campo, insieme all'albero della libertà. Solo l'intervento degli ufficiali aretini, che cacciarono coloro che erano penetrati nel Ghetto e misero sentinelle davanti a tutti gli accessi, riuscì a far terminare le violenze antiebraiche.
Anche Pitigliano fu sede di sussulti antiebraici ad opera del movimento antinapoleonico, con una vittima nel 1799. Viene ricordato dalle cronache che «la popolazione – sembra capeggiata da alcuni religiosi cattolici – fa giustizia sommaria di una banda di soldati del “Viva Maria”, che aveva l'intendimento di attuare una scorreria nel ghetto», impedendo così ritorsioni e soprusi.
Il 4 luglio i francesi lasciarono Firenze, assediata dalle truppe aretine. Gli aretini entrarono in città sfilando in parata il 7 luglio, dopo aver atteso il permesso delle autorità cittadine. Fra il 16 e il 17 luglio, con l'ingresso dell'esercito a Livorno e a Portoferraio, si completò l'opera di liberazione del Granducato.
Il 5 settembre le legittime autoritàdecretarono lo scioglimento dell’Armata Austro-Russo-Aretina e il 15 settembre anche della Suprema Deputazione. I decreti furono rispettati disciplinatamente.
Il 10 febbraio 1800 il Granduca nominò Arezzo nuova provincia, come riconoscimento alla fedeltà e al coraggio dimostrati.

## Il ritorno dei Francesi
Il 14 giugno 1800 Napoleone, quando sembrava ormai battuto, vinse la battaglia di Marengo contro gli austriaci e riprese in pugno la situazione. Da quel momento l'Italia fu sua fino al 1814. Il Granduca aveva nominato capo della difesa del Granducato il generale Annibale Sommariva. Questi, probabilmente dopo aver giudicato impossibile l'impresa, fuggì prima da Firenze e poi da Arezzo, che fu lasciata a se stessa.
Il 18 ottobre 1800 un reparto di 5000 soldati comandati dal generale Monnier si presentò alle porte di Arezzo che oppose una resistenza disperata. Il 19 ottobre, mentre una delegazione aretina trattava la resa, Monnier fece attaccare all'improvviso la Porta San Lorentino e riuscì ad entrare.
Arezzo subì una dura rappresaglia. Fu saccheggiata per 4 giorni; l'esercito francese si abbandonò ad ogni sorta di eccesso e circa 40 cittadini furono uccisi.
Di conseguenza vi fu anche una gravissima crisi economica dalla quale la città si riprese veramente solo dopo moltissimi anni.
La sconfitta di Napoleone nel 1814 (Battaglia di Lipsia) e il ritorno del Granduca Ferdinando III furono perciò salutati con enorme sollievo da parte della popolazione aretina.

## I giudizi degli storici
Giudizi negativi
Alcuni storici danno un giudizio estremamente negativo dell'insorgenza mettendone in evidenza il carattere "reazionario" rispetto alla Rivoluzione francese, i cui valori di progresso civile erano portati in Italia dall'esercito di Napoleone. I giacobini avevano l'appoggio degli intellettuali e l'opposizione di un clero contro-rivoluzionario.
Eroica epopea di una resistenza ante litteram
Gli ideali della Rivoluzione Francese nel 1799, ormai, erano già stati traditi dai francesi stessi (si pensi al Terrore e alle Guerre di Vandea) e la campagna d'Italia aveva forti connotazioni di rapina. Inoltre la difesa della fede religiosa era contro un pericolo reale e non immaginario in quanto l'esercito francese, con il suo giacobinismo, metteva davvero in pericolo la libertà della Chiesa come istituzione e la libertà religiosa dei singoli. Nessuno giustifica l'antisemitismo ma si nega l'esistenza di una matrice pregiudizialmente antisemita: sui "fatti di Siena", ad esempio, si sottolinea che furono dovuti a un moto popolare incontrollato, che i tredici ebrei non furono bruciati vivi, che si cercarono i colpevoli e si tennero i processi. La predicazione del clero sicuramente vi fu ma non pianificata. Ad Arezzo, tra l'altro, la sede vescovile era vacante: il vescovo Niccolò Marcacci era morto il 1º gennaio 1799 e la diocesi era retta dal vicario Bernardino Cellesi, che invitò più volte i parroci a predicare il viver quieto. Napoleone, inoltre, fu avversato in tutte le nazioni invase: non solo in Italia ma anche in Spagna e in Russia scoppiarono insorgenze antinapoleoniche, per dire che la difesa di una patria da un'occupazione abusiva è normalmente un dovere dei cittadini.